# Kutchubaea oocarpa
Kutchubaea oocarpa là một loài thực vật có hoa trong họ Thiến thảo. Loài này được (Standl.) C.H.Perss. mô tả khoa học đầu tiên năm 2005.